# 松友孟
松友 孟（まつとも つとむ、1914年12月5日 - 2003年9月23日）は、元愛媛県副知事。

## 経歴
愛媛県松山市出身。旧制松山中学卒業、旧制松山高校卒業、1937年 京都帝国大学法学部卒業、内務省に入る。山形県勤務、広島県、熊本県、兵庫県の各課長を経て、1947年 奈良県教育民生部長、1948年 奈良県教育長、1949年 奈良県総務部長、1951年 愛媛県民生部長に転じ、1955年 総務部長、1963年 出納長を経て、1969年から1974年まで副知事を務めた。戦時中は一時陸軍司政官として転出した。推されて松山市長選挙に出馬するが落選した。1975年から愛媛県人事委員会委員長、1976年から1999年まで愛媛県社会経済研究財団専務理事。愛媛県シンクタンク代表幹事。
瀬戸内という海に面した愛媛では海を生かした地域づくりが必要との観点に立っており、そのビジョンは白石春樹知事時代の西瀬戸経済圏構想や伊賀貞雪知事時代の「新しい瀬戸内構想」などのバックボーンとなった。後年の社会経済研究財団時代は大学等の研究者との会合を通じて、「松友理論」に触れる機会を作ったほか、自らも報告書の執筆に携わった。このほか、愛媛県史編纂にも関わった。中国や日本の古典からマックス・ウェーバー、フロイトに至るまで博覧強記で知られ、愛媛県読書会会長として県内の読書会の育成など、文化向上にも尽力した。2003年没、享年89。
勲三等旭日中綬章、愛媛県功労賞などを受賞。

## 著作
講演録・講演メモ等をまとめたもの。
- 『社会経済10の講義』（社会理論研究会、1992年）
- 『松友孟の講演 海』（愛媛県社会経済研究財団、1998年）
- 『松友孟の講義 吉川英治から司馬遼太郎へ』（愛媛県社会経済研究財団、1998年）
- 『松友孟の論策 地域と情報化』（愛媛県社会経済研究財団、1998年）

監修（共同）
- （横山昭市・景浦勉）『愛媛県風土記』（旺文社）